# Harvey Charters
Harvey Charters (North Bay, Ontário, 8 de maio de 1912 — North Bay, Ontário, 17 de julho de 1995) foi um canoísta canadiano especialista em provas de velocidade.

## Carreira
Foi vencedor da medalha de prata em C-2 10000 m e da medalha de bronze em C-2 1000 m em Berlim 1936, junto com o seu colega de equipa Frank Saker.